# Prunet-et-Belpuig
Prunet-et-Belpuig là một xã ở tỉnh Pyrénées-Orientales trong vùng Occitanie, phía nam nước Pháp. Xã này nằm ở khu vực có độ cao trung bình 660 mét trên mực nước biển.